# Броневой бруствер

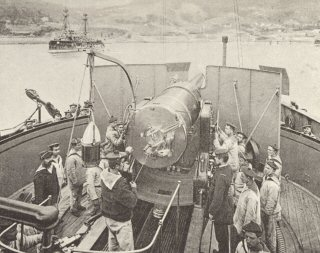
Орудие на барбете и броневой бруствер на французском броненосце «Редутабль», 1876 год.

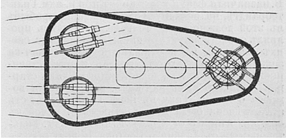
Рисунок к статье «Бруствер башенный», Военная энциклопедия Сытина, Санкт-Петербург, 1911 — 1915 годов.

Бронево́й бру́ствер, желе́зный бруствер (от нем. brustwehr — «оборона груди») — толстая металлическая стенка (броня) для прикрытия орудий (преимущественно береговых), заменяющая земляной вал.

## История
Появились броневые брустверы в 1860-х годах в Британской империи, откуда перешли и в другие государства и страны. В скором времени, однако, англичане убедились в непрактичности подобных брустверов (стеснение обстрела, слабое сопротивление мест сопряжений сегментов прямому удару) и пробовали усиливать ими брустверы из каменной кладки, высотой в один метр, увеличивая высоту бруствера батареи до высоты траверса, чем достигалась маскировка. Но и тут стеснение горизонтального обстрела, трудность придать металлическому «полустанку» достаточную устойчивость и прочность вынудили отказаться от подобной конструкции и обратиться при открытых установках за бетонным бруствером к так называемым орудийным «ширмам» и «щитам», служащим защитой лишь против осколков и мелкокалиберных снарядов.
В октябре 1863 года, Главное инженерное управление вооружённых сил Российской империи потребовало усилить защиту орудий форта «Великий Князь Константин» броневыми брустверами. Первоначально предполагалось устроить три броневых бруствера:
- на пять орудий — из гранита, облицованного броневыми плитами, автор проекта инженер-подполковник А. Г. Шведе;
- на 15 орудий — из броневых плит, установленных на треугольных металлических упорах;
- на три орудия — из 30-сантиметровых броневых брусьев, по системе Ланкастера.

Броневой бруствер состоит из отдельных сегментов (элементов), скреплённых между собой болтами, клиньями и тому подобное. На соответствующей высоте прорезалась амбразура, а горизонтальная ось вращения орудия переносилась к дульной части, благодаря чему сохранялся довольно большой радиус обстрела. Сегменты представляли собой выпуклые к неприятелю плиты, снабженные поперечными кронштейнами-упорами, служившими также как бы траверсами для орудий.
Железные брустверы, в связи со значительной стоимостью металла (брони), строятся редко, преимущественно для береговых батарей. На флоте на некоторых кораблях использовались башенные брустверы, которые представляли собою устаревшую систему бронирования крупных орудийных судовых (корабельных) артиллерийских установок, предшествовавшую башням и применённую на броненосцах «Чесма», «Синоп», «Георгий Победоносец» и «Екатерина». На рисунке (вид сверху) видно, что башенный бруствер (на вышеназванных кораблях толщиной 12 дюймов), который находится поверх нижнего каземата, имеет грушевидную форму, в трёх углах которого находятся барбеты с корабельными пушками, причём механизмы вращения стола, на котором стоят каждая пара орудий и размещена прислуга, защищаются этим неподвижным башенным бруствером.